# Cocculinidae
Cocculinidae Dall, 1882 è una famiglia di molluschi gasteropodi marini della sottoclasse Neomphaliones.

## Tassonomia
Comprende sette generi:
- Coccocrater Haszprunar, 1987
- Coccopigya B. A. Marshall, 1986
- Cocculina Dall, 1882
- Fedikovella Moskalev, 1976
- Macleaniella Leal & Harasewych, 1999
- Paracocculina Haszprunar, 1987
- Teuthirostria Moskalev, 1976